# Louis & Rachel Hammer Barn
La Louis & Rachel Hammer Barn est une grange américaine située dans le comté de Johnson, au Kansas. Construite vers 1874, elle est inscrite au Registre national des lieux historiques depuis le 13 mai 2022.